# Rathita
La rathita és un mineral de la classe dels sulfurs, que pertany al grup de la sartorita. Rep el nom de Gerhard vom Rath (1830-1888), professor de mineralogia de Bonn (Alemanya).

## Característiques
La rathita és una sulfosal de fórmula química Ag₂Pb12-xTlx/2As18+x/2S40. Cristal·litza en el sistema monoclínic. La seva duresa a l'escala de Mohs és 3.
Segons la classificació de Nickel-Strunz, la rathita pertany a «02.HC: Sulfosals de l'arquetip SnS, amb només Pb» juntament amb els següents minerals: argentobaumhauerita, baumhauerita, chabourneïta, dufrenoysita, guettardita, liveingita, parapierrotita, pierrotita, sartorita, twinnita, veenita, marumoïta, dalnegroïta, fülöppita, heteromorfita, plagionita, rayita, semseyita, boulangerita, falkmanita, plumosita, robinsonita, moëloïta, dadsonita, owyheeïta, zoubekita i parasterryita.
La rathita-IV possiblement es tracti d'una espècie separada. Els paràmetres de les unitats cel·lulars s'acosten als de l'argentoliveingita (triclínica-pseudomonoclínica), però sembla que la ratita-IV és monoclínica. La fase estudiada per Ozawa i Tachikawa (1996) amb TEM sembla també ser una fase diferent.

## Formació i jaciments
Va ser descoberta a la pedrera Lengenbach, situada a la comuna de Binn, dins el cantó de Valais (Suïssa). També ha estat descrita a la propera Reckibach, així com al dipòsit d'or de Maiskoe, a l'óblast d'Odessa (Ucraïna). També ha estat mencionada al dipòsit de Salamón, a la localitat de Crémenes, dins la província de León (Castella i Lleó, Espanya), tot i que la seva presència al jaciment és encara dubtosa.